# محمد الرمیحی (تیرانداز)
محمد الرمیحی (عربی: محمد الرميحي؛ زادهٔ ۳ مارس ۱۹۸۹)  تیرانداز اهل قطر است. وی در بازی‌های المپیک تابستانی ۲۰۲۰ شرکت کرده‌است.